# 罗杰·泰勒 (网球运动员)
罗杰·泰勒（英語：Roger Taylor，1941年10月14日—），生于谢菲尔德，英国男子网球运动员，1967年成为职业球手。他曾获得1971年和1972年美国网球公开赛男子双打冠军。他于1980年退役。